# Laghi di Vinkeveen

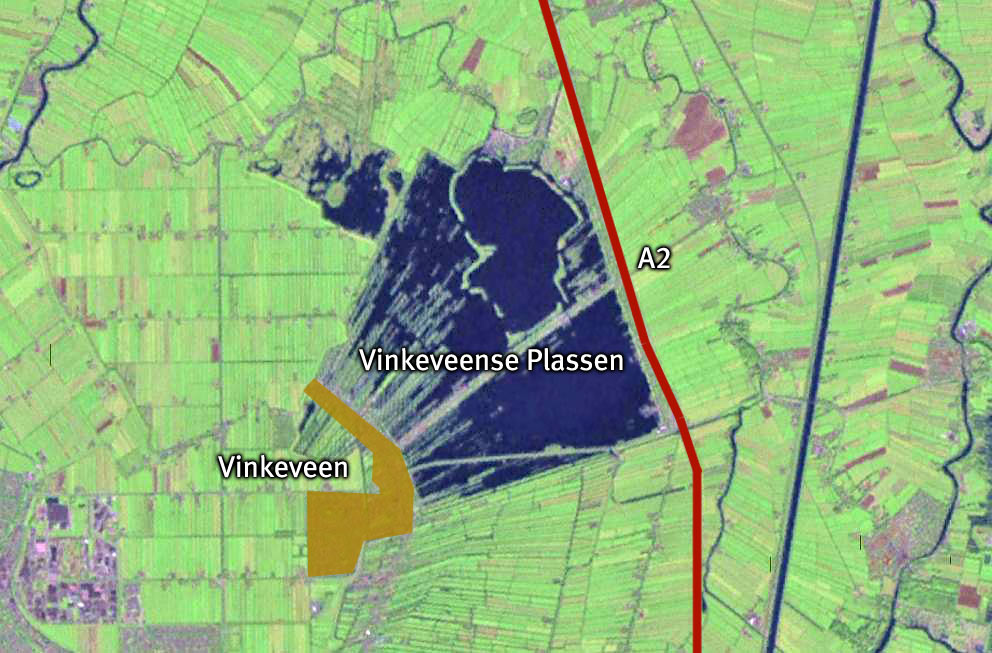
I Laghi di Vinkeveen (Vinkeveense Plassen)

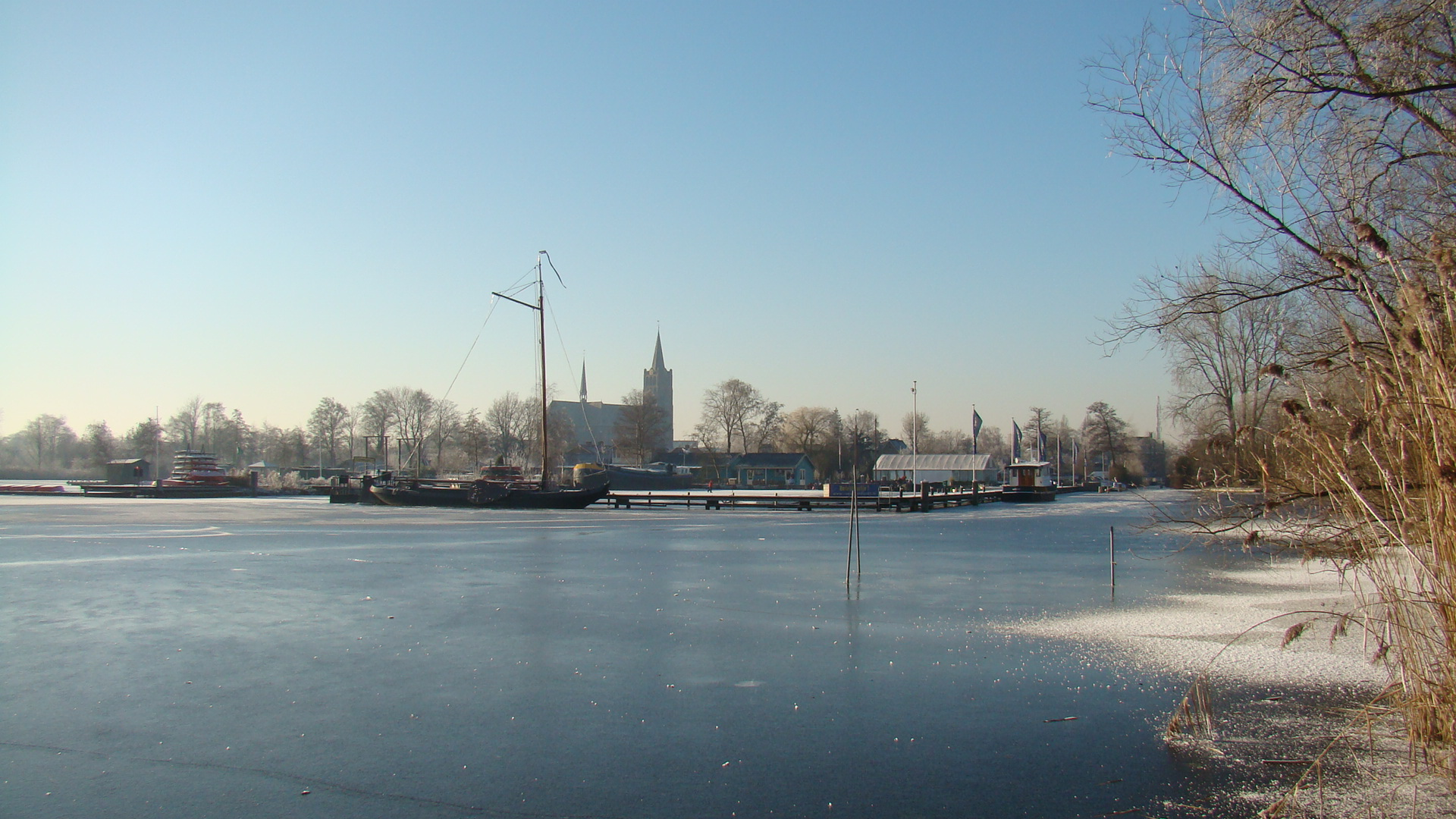
Un'immagine dei Laghi di Vinkeveen

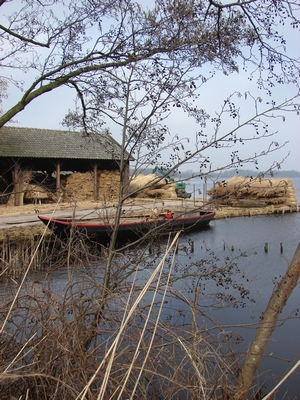
Imbarcazione nei Laghi di Vinkeveen

I Laghi di Vinkeveen (in olandese: Vinkeveense Plassen) costituiscono un'area lacustre dei Paesi Bassi, situata in gran parte nella provincia di Utrecht. Prendono il nome dal villaggio di Vinkeveen (comune di De Ronde Venen), che si trova lungo la sponda sud-occidentale.

## Geografia

### Collocazione
I Laghi di Vinkeveen si trovano a nord/nord-est di Woerden e nord/nord-ovest di Utrecht.

### Località
- Vinkeveen
- Abcoude
- Baambrugge
- Baambrugse Zuwe
- Botshol
- Loenersloot
- Waver (Olanda Settentrionale)

### Territorio
Nei Laghi di Vinkeveen si trovano 12 isolotti.

## Origine
Si tratta di laghi di origine non naturali, ma formatasi in seguito ad un intervento umano, ovvero la massiccia attività di estrazione della torba, che trasformò in laghi quella che un tempo era una palude.

## Fauna
Sui laghi, in particolare nella zona attorno al villaggio di Botshol, è presente una riserva ornitologica.

## Turismo
I Laghi di Vinkeveen sono frequentati dagli amanti degli sport acquatici.

## I Laghi di Vinkeveen e le celebrità
Sono molte le celebrità che hanno preso casa o che presero casa in passato nella zona dei Laghi di Vinkeveen. Tra queste figurano cantanti quali André Hazes, Ria Valk, ecc., attori quali Katja Schuurman, calciatori o ex-calciatori quali Marco van Basten, Johan Cruijff, Klaas-Jan Huntelaar, Patrick Kluivert, Jari Litmanen, ecc.